# Arnold (software)
Arnold es una aplicación de renderizado 3D no sesgada y basada en el trazado de rayos, creada por la compañía Solid Angle. Las películas que han usado Arnold incluyen Monster House, Cloudy with a Chance of Meatballs, Alicia en el país de las maravillas, Thor, Capitán América: el primer vengador, X-Men: primera generación, The Avengers, Red Tails, Underworld: Awakening, Space Pirate Captain Harlock, Elysium, Pacífic Rim y Gravity.

## Tecnología

Animación en Maya con Arnold

Arnold se basa en el trazado de rayos de Montecarlo. Su motor está optimizado para enviar miles de millones de rayos espacialmente incoherentes a lo largo de una escena. A menudo utiliza un nivel de interreflexión difusa para que la luz pueda rebotar en una pared u otro objeto e iluminar indirectamente un sujeto. Para escenas complejas, como la estación espacial en Elysium, hace un uso intensivo de instancias. Utiliza el Open Shading Language para definir los materiales y las texturas. 

## Historia

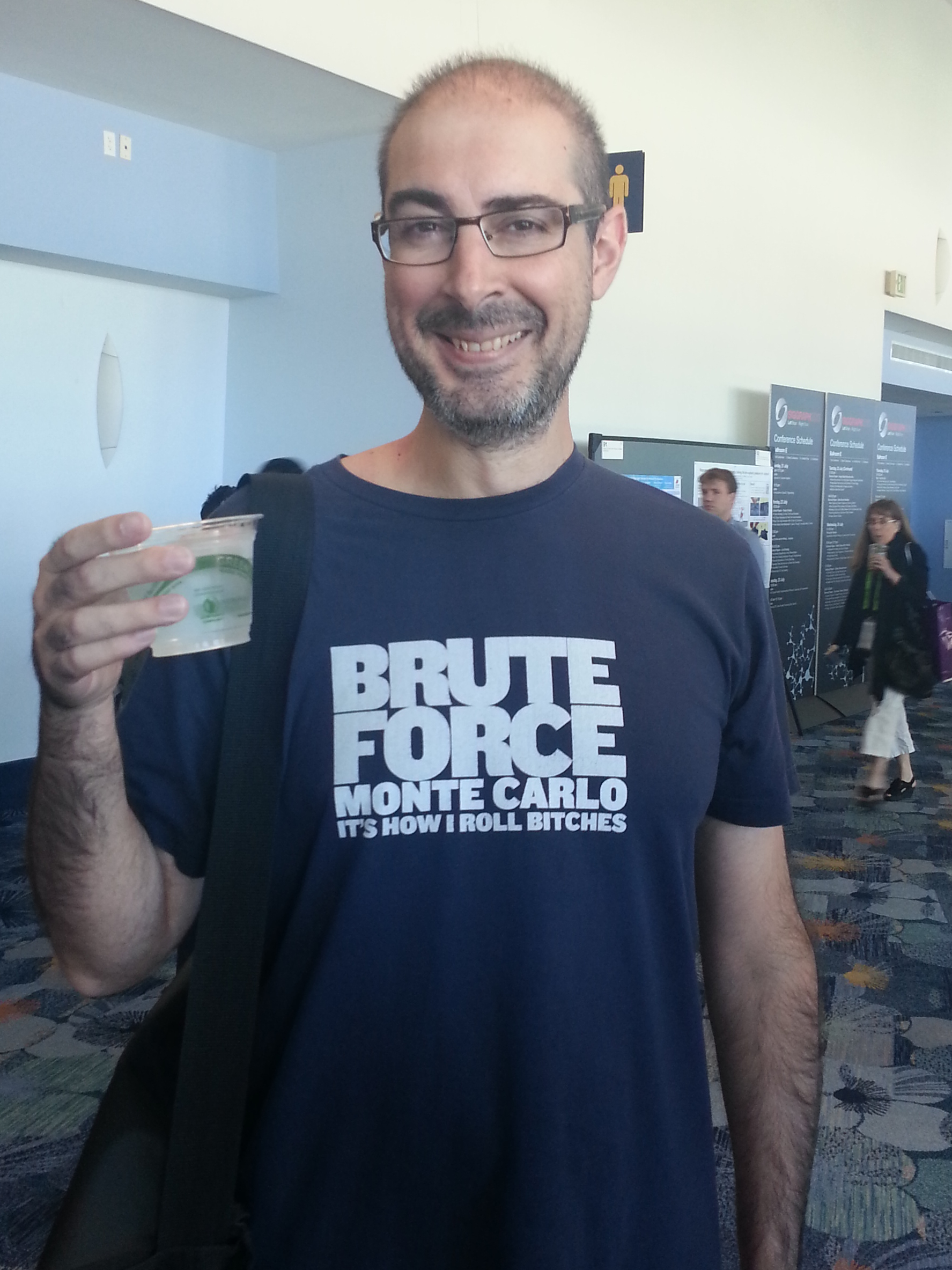
Marcos Fajardo en el SIGGRAPH de 2013

Marcos Fajardo es el arquitecto jefe de Arnold. Los inicios de lo que ahora es Arnold surgieron en 1997 cuando Fajardo decidió escribir su propio renderizador. Ese año, asistió a SIGGRAPH, donde su interés en el trazado de rayos estocásticos (una parte fundamental de la tecnología de renderizado de Arnold) se despertó en las discusiones con amigos que asistieron a la conferencia.
Las primeras versiones del renderizador de Fajardo se llamaban RenderAPI. El nombre Arnold surgió cuando uno de los amigos de Fajardo lo sugirió después de burlarse de una película de Arnold Schwarzenegger que vieron en un cine.
Solid Angle, la compañía detrás de Arnold, fue comprada por Autodesk a principios de 2016. La adquisición se anunció oficialmente el 18 de abril de 2016.
El 4 de enero de 2017, la Academia de Artes y Ciencias Cinematográficas reconoció a Fajardo con un premio Científico y de Ingeniería (placa de la Academia) por "la visión creativa y la implementación original de Arnold Renderer".

## Estudios que han usado Arnold
| País           | Estudio                      |
| -------------- | ---------------------------- |
| Estados Unidos | Whiskytree                   |
| Estados Unidos | Luma Pictures                |
| Canadá         | Sony Pictures Imageworks     |
| Canadá         | Rodeo Visual Effects Company |
| Canadá         | Image Engine                 |
| Canadá         | The Embassy Visual Effects   |
| Canadá         | Hybride technologies         |
| Reino Unido    | Framestore                   |
| Reino Unido    | Cinesite                     |
| Reino Unido    | Freefolk                     |
| Alemania       | Trixter                      |
| Francia        | Mikros Image                 |
| Francia        | Unit Image                   |
| Noruega        | Storm Studios                |
| Hungría        | Digic Pictures               |
| Polonia        | Platige Image                |
| España         | Ilion Animation Studios      |
| España         | Entropy Studio               |
| Australia      | Rising Sun Pictures          |
| India          | Prana Studios                |
| India          | 88 Pictures                  |